# My Nintendo
My Nintendo為任天堂於2016年3月17日開始提供的線上會員制網站。

## 簡介
在2015年9月30日關閉前會員制服務「club.nintendo」後，任天堂推出此服務作為新會員制網站。
日本任天堂於2020年4月推出iOS與Android版手機APP。

## 相關網站
- 官方网站
- My Nintendo APP （页面存档备份，存于）（日語）

1. ↑  . Saiga NAK. 2020-04-22  [2021-03-08]. （原始内容存档于2023-09-30） （中文（繁體））.